# Valverde de Leganés
Valverde de Leganés – gmina w Hiszpanii, w prowincji Badajoz, w Estramadurze, o powierzchni 72,98 km². W 2011 roku gmina liczyła 4238 mieszkańców.